# Павільйон Арсеналу
48°51′02″ пн. ш. 2°21′44″ сх. д. / 48.85055556° пн. ш. 2.36222222° сх. д.
Павільйон Арсеналу (фр. Pavillon de l'Arsenal) — музей містобудування та архітектури Парижа.

## Історія
Назва будівлі відсилає до старої порохової мануфактури, на місці якої вона була збудована у 1879 році.
Будівля Павільйону спочатку використовувалася як картинна галерея для приватної колекції торговця деревом Лорана-Луї Борніша (фр. Laurent-Louis Borniche), потім використовувалося як підсобне приміщення універмагу Самарітен. У 1954 році приміщення викуплено містом, яке розмістило тут свої архіви. І лише 1988 року приміщення Павільйону переробляються під музей урбанізму та архітектури.

## Колекція
Постійна колекція музею простежує еволюцію міста, відзначаючи 12 основних етапів його розвитку: від села на острові Сіті через послідовні розширення фортечних мурів міста до його нинішнього стану.
Частина експозиції музею присвячена майбутньому міста. Тут представлені сотні проєктів Парижа та паризького регіону. Документальні фільми про ці проєкти, їхні макети та інтерв'ю з архітекторами дозволяють краще уявити загальний напрямок розвитку Парижа.
Крім постійної експозиції, музей надає половину своєї площі тимчасовим тематичним виставкам.

## Практична інформація
Музей розташований в IV окрузі Парижа, найближчі станції метро — Sully-Morland і Bastille .
Адреса: 21, boulevard Morland, 75004 Париж.
Час роботи: вівторок — субота, 10:30 — 18:30; неділя, 11:00 — 19:00.
Вхід до музею безкоштовний.